# Glossop Castle
Glossop Castle (auch Mouselow Castle) ist eine abgegangene Burg in Glossop an der Hilltop Road, etwa 23 km östlich von Manchester in der englischen Grafschaft Derbyshire. Das Anwesen ist von der Hauptstraße aus zu sehen; es steht auf einer prominenten Hügelkette. Etwa 19 km südöstlich davon liegt Peveril Castle.

## Geschichte
Die Burg war eine normannische Motte mit Erdwerken, die William Peverel († 1114) bauen ließ. Die normannische Burg wurde über einer alten keltischen Hügelfestung, vermutlich einer Wallburg errichtet.
Die Erdwerke wurden durch Steinbrucharbeiten beschädigt und die Lage der Vorburg ist nicht bekannt.